# Lake Rotongaio (Hawke’s Bay)
Der Lake Rotongaio ist ein See im Wairoa District der Region Hawke’s Bay auf der Nordinsel von Neuseeland.

## Geographie
Der Lake Rotongaio befindet sich westlich der beiden Seen Lake Rotoroa und dem östlich dahinter liegenden Lake Rotonuiaha. Der große Lake Waikaremoana liegt rund 15 km nördlich und die Stadt Wairoa rund 37 km ostsüdöstlich. Der See, der einen Nordwest-Südost-Ausrichtung besitzt, verfügt über eine Länge von rund 625 m und eine maximale Breite von rund 260 m. Er dehnt sich über eine Fläche von 9,9 Hektar aus und besitzt einen Umfang von rund 1,68 km.
Gespeist wird der See über das nordwestlich angrenzende kleine Feuchtgebiet, über das und einem Bach in Richtung des Waiau River die Entwässerung des Sees stattfindet.